# 푸젠 차오판

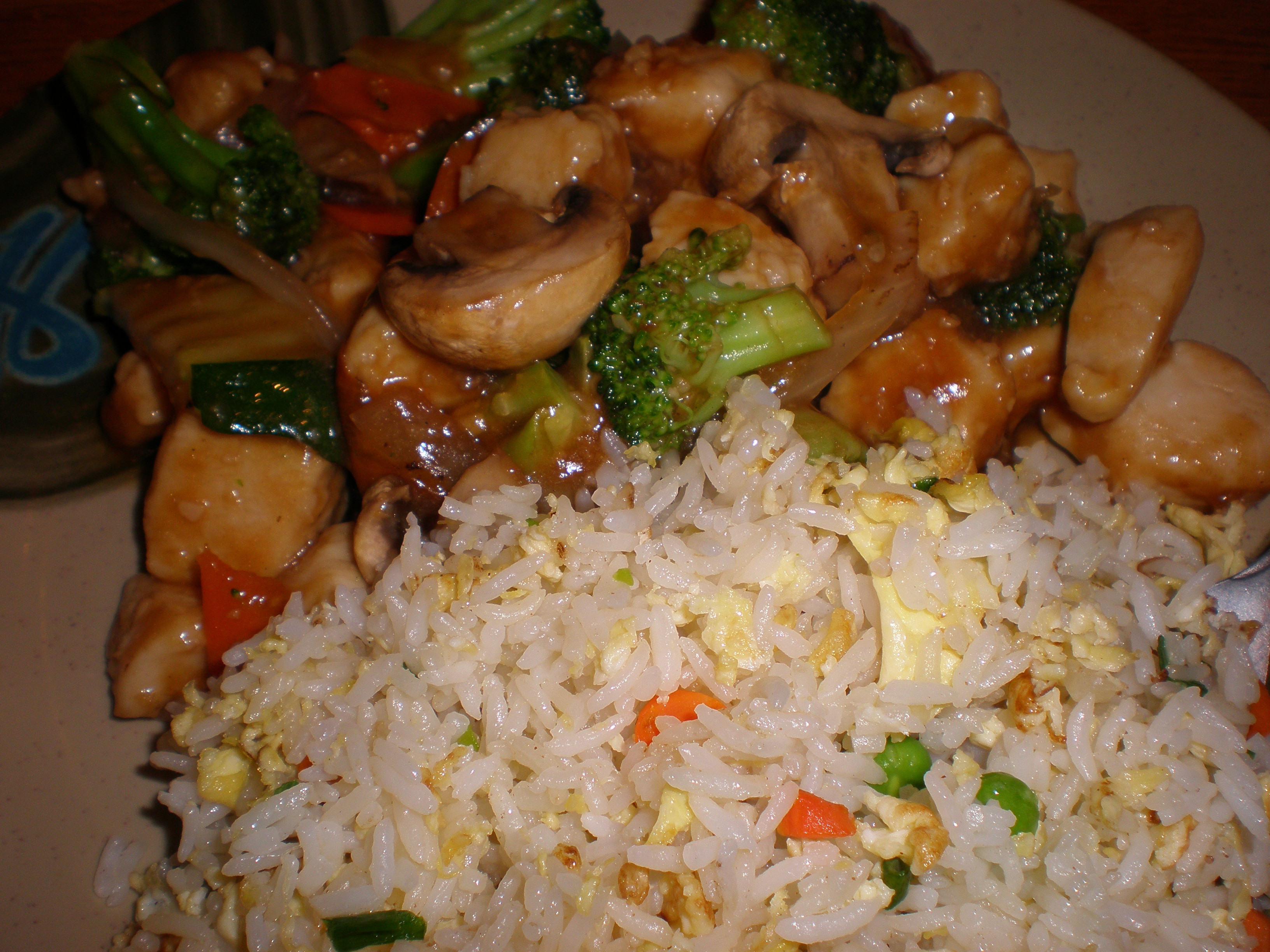

푸젠 차오판(중국어 정체자: 福建炒飯, 간체자: 福建炒饭, 병음: Fújiàn chǎofàn) 또는 푸젠 볶음밥은 웍을 사용해 만든 볶음밥으로, 중국 요리 중 하나이다. 쌀밥에 걸쭉한 소스를 부운 뒤 달걀을 첨가해 조리하는 것이 특징이며, 지역에 따라 버섯, 각종 고기 및 채소가 추가되기도 한다.
푸젠 지역의 이름을 딴 중국식 볶음밥. 버섯, 고기, 채소와 소스가 포함된다. 실제 명칭과는 달리 푸젠성에서 개발된 것이 아니며, 홍콩 요리의 하나로 알려져 있다.

## 같이 보기
- 볶음밥
- 양저우 차오판
- 위안양차오판